# كارل كريستيان مولر
كارل كريستيان مولر (بالدنماركية: C.C. Møller)‏ هو موزع وملحن دنماركي، ولد في 2 يونيو 1823 في كوبنهاغن في الدنمارك، وتوفي بنفس المكان في 19 ديسمبر 1893.